# Tridacna squamosina
Tridacna squamosina – gatunek dużego małża z rodziny przydaczniowatych (Tridacnidae). Zamieszkuje Morze Czerwone. Opisał go Rudolf Sturany w 1899.

## Systematyka
W 2008 opisano rzekomo nowo odkryty gatunek Tridacna costata. Byłby to wtedy pierwszy od 20 lat przypadek odkrycia olbrzymiego małża. Gatunek został odkryty przypadkowo przez ekipę biologów, podczas prac nad programem rozmnażania innego gatunku dużych małży (cenionego przez akwarystów Tridacna maxima). Pierwszą osobą, która zaczęła podejrzewać, że natrafiono na nowy gatunek była Hilly Roa-Quiaoit z Xavier University na Filipinach. Jej przypuszczenia potwierdziły badania morfologiczne i z zakresu genetyki molekularnej.
Małż posiada kilka wspólnych cech z dwoma gatunkami zamieszkującymi Morze Czerwone, dlatego naukowcy początkowo myśleli, że jest to hybryda. Podwodne badania prowadzono w zatoce Akaba i w innych rejonach północnej części Morza Czerwonego.
Jednak w 2011 Markus Huber i Anita Eschner zbadali kolekcję okazów Rudolfa Sturanyego, przechowywaną w Muzeum Historii Naturalnej w Wiedniu, która nie została właściwie zidentyfikowana przez ponad 100 lat i odkryli, że jest to opisany przez niego w 1899 Tridacna squamosina oraz że jest on identyczny z Tridacna costata.

## Charakterystyka
Na podstawie skamieniałości wiadomo, że gatunek w przeszłości stanowił 80% populacji gigantycznych mięczaków Morza Czerwonego, jednak dziś udział ten spadł poniżej 1%. To oznacza, że T. squamosina jest skrajnie zagrożonym gatunkiem. Reprezentowało go tylko 6 z 1000 zbadanych okazów.

### Morfologia
Wygląd zewnętrzny: Muszla duża z falowanymi krawędziami.
Rozmiary: Długość ciała wynosi 30 centymetrów.

## Występowanie
Występuje jedynie w Morzu Czerwonym.

### Środowisko
Żyje tylko na płyciznach.